# Estación depuradora de aguas residuales Rincón de León
La estación depuradora de aguas residuales Rincón de León (o EDAR Rincón de León) es una de las tres plantas depuradoras situadas en el municipio español de Alicante. Se encuentra situada en la entidad de población de El Bacarot, en la intersección entre la Autovía de Alicante A-31 y la Vía Parque Alicante-Elche A-79.
La EDAR Rincón de León da servicio a una gran parte del casco urbano de Alicante y al municipio de San Vicente del Raspeig. Tiene una capacidad para depurar 75 000 m³ de agua al día, con una potencia total instalada de 2303 kW. El tratamiento del agua se realiza por fangos activos y digestión anaerobia y cuenta con dos líneas de tratamiento. La empresa encargada de su explotación es Aguas de Alicante.